# Stasys Girėnas

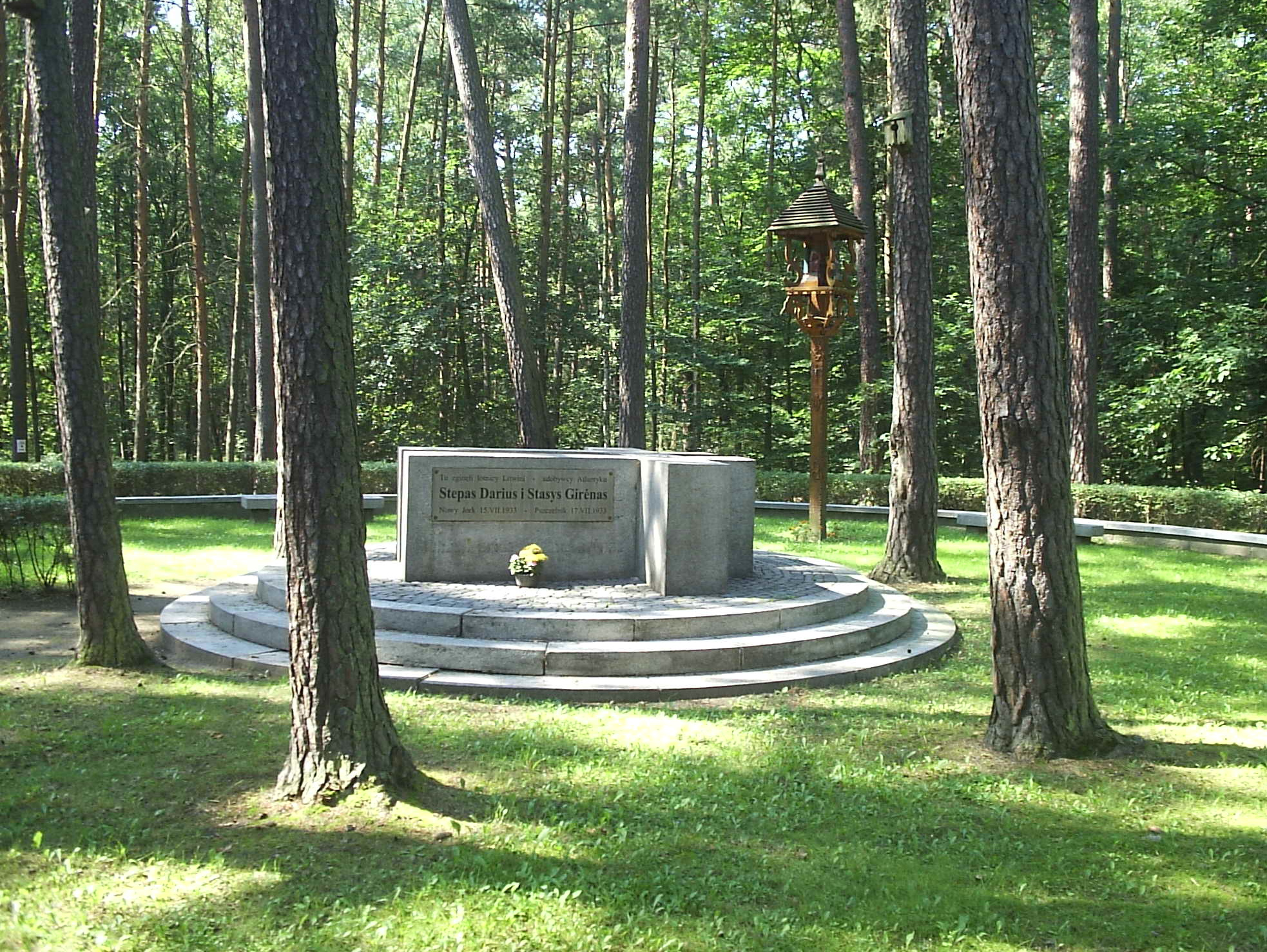
Pomnik w miejscu śmierci litewskich lotników – odsłonięty 17 lipca 1936 roku

Stasys Girėnas (Stasys Girskis, ur. 4 października 1893 w Witagołach, zm. 17 lipca 1933 w Pszczelniku) – litewski lotnik, który wraz ze Steponasem Dariusem dokonał przelotu przez Atlantyk, zakończonego katastrofą samolotu koło Pszczelnika, na obecnym terytorium Polski.

## Życiorys
Urodził się we wsi Witagoła, ówcześnie w gub. kowieńskiej, powiat rosieński, w rodzinie chłopskiej, jako jeden z 16 rodzeństwa. Po śmierci ojca, w 1910 wyemigrował z bratem do USA, gdzie zaczął pracować jako mechanik. Podczas I wojny światowej służył w lotnictwie amerykańskim w służbie naziemnej. Po wystąpieniu z armii, w 1919 ukończył kurs pilotażu. Następnie pracował jako pilot cywilny. W 1925 miał poważny wypadek, lecz kontynuował po nim latanie.
15 lipca 1933, wraz ze Steponasem Dariusem, podjął próbę przelotu bez lądowania z Nowego Jorku w USA do Kowna na Litwie, na dystansie 7186 km, zakupionym w tym celu samolotem przystosowanym do dalekich przelotów Bellanca CH-300 Pacemaker. Samolot został nazwany przez lotników „Lituanica”. Po udanym przelocie nad północnym Atlantykiem, po 37 godzinach i 11 minutach lotu, samolot rozbił się 17 lipca o godzinie 0:36 w nocy w lesie w Niemczech (obecnie miejsce katastrofy znajduje się w Polsce, koło wsi Pszczelnik pod Myśliborzem). Przyczyną katastrofy były najprawdopodobniej złe warunki pogodowe, choć nie została ona w pełni wyjaśniona. Obaj lotnicy zginęli. Pokonali oni dystans 6411 km, będąc jedynie 650 km od celu.
Obaj lotnicy zostali po śmierci uznani na Litwie za bohaterów narodowych. Ich podobizny znajdują się na banknocie 10 litów i monecie kolekcjonerskiej o tym samym nominale. W 1993 ustanowiono litewskie odznaczenie Medal Dariusa i Girėnasa. Poczta litewska kilkakrotnie wydawała znaczki pocztowe poświęcane pamięci tych lotników. Obaj lotnicy są także patronami szkół w Puńsku i Myśliborzu, w tym drugim także ronda.

## Galeria

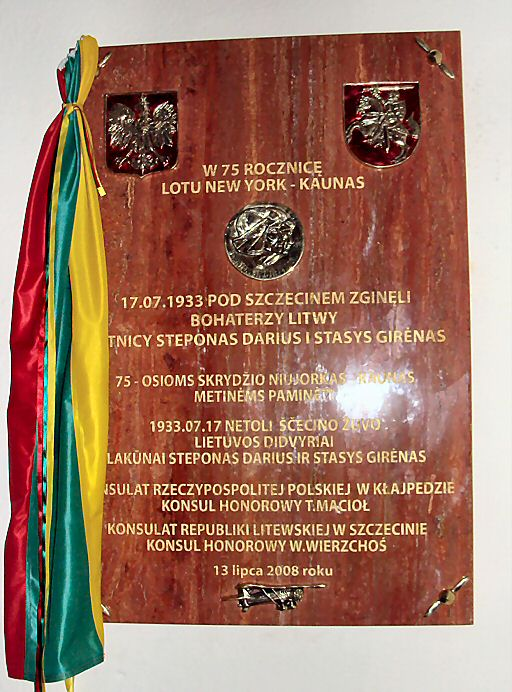
Tablica pamiątkowa w katedrze w Szczecinie
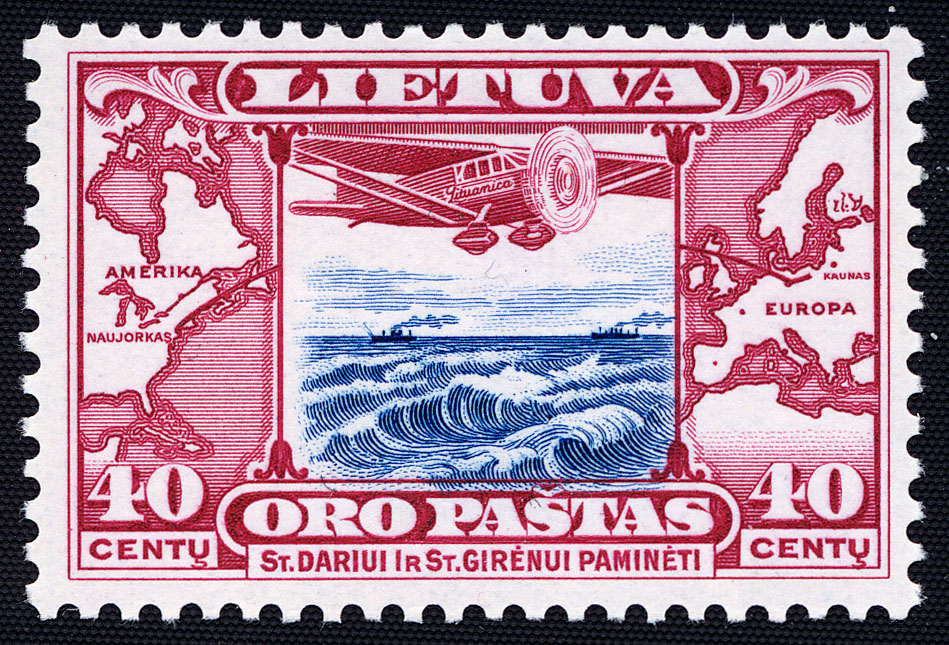
Znaczek poczty litewskiej upamiętniający lot Girėnasa i Dariusa z 1993 roku
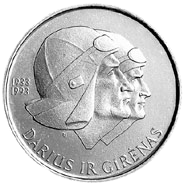
Moneta 10 litów wyemitowana z okazji 60. rocznicy śmierci Girėnasa i Dariusa z 1993 roku
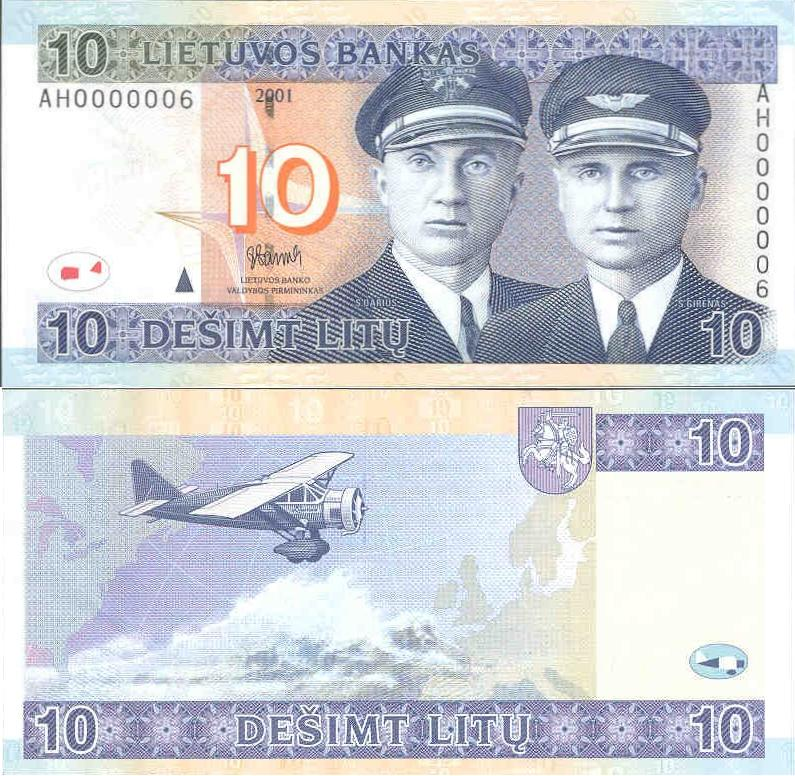
Banknot 10 litów z wizerunkiem Girėnasa i Dariusa z 2001 roku